# 청산초등학교 권덕분교
청산초등학교 권덕분교는 대한민국 전라남도 완도군 청산면 청산남로 320(읍리)에 있었던 초등학교 분교이다.

## 연혁
- 일자미상 서성국민학교 권덕분교 설립 인가
- 1956년 4월 10일 권덕분교장 개교
- 1961년 6월 27일 청산중앙국민학교 권덕분교 개편
- 1967년 4월 1일 도서벽지학교 '을'급 지정
- 1986년 1월 1일 도서벽지학교 '다'급 조정
- 1996년 3월 1일 청산중앙초등학교 권덕분교 개편
- 1998년 3월 1일 청산초등학교 권덕분교 개편
- 1996년 9월 1일 폐교 및 청산초등학교 통폐합